# بارك دو لا فيلت
بارك دو لافيلت (بالفرنسية: Parc de la Villette)‏ واحد من أكبر المتنزهات الباريسة. يقع في الدائرة التاسعة عشرة في باريس بفرنسا على مساحة 55.5 هكتارًا. قام المعماري برنارد تشومي بتصميم الحديقة عام 1982. وشغلت الحديقة بديل المسلخ القديم وسوق الماشية في المدينة.
وتتناثر العديد من المباني حمراء اللون في الحديقة بشكل سُمي بالحماقة المعمارية التي تهدف إلى التزيين والديكور. وتُقدم هذه المباني العديد من الخدمات مثل دور الحضانة والمقاهي والورش. وتقسم قناة لأأورك الحديقة إلى جزئين، وللاتصال بيهم وجد نوعان من جسور المشاة.